# Nikolaos Plastiras
Nikolaos Plastiras, grški general in politik * 1883, † 1953.